# Osterfeld (Aurich)
Osterfeld ist ein Ort auf dem Gebiet der Stadt Aurich in Ostfriesland. Der Ortsname bezeichnet das östlich von Egels gelegene Feld.